# Stadion Wankdorf (1925)
Das Stadion Wankdorf war ein Fussballstadion im Wankdorffeldquartier in der Stadt Bern. Es war über 70 Jahre das Stadion des Fussballvereins BSC Young Boys und lange das grösste Stadion der Schweiz.
Im August 2001 wurde die Anlage abgerissen und durch das 2005 fertiggestellte Stade de Suisse ersetzt, das seit 1. Juli 2020 ebenfalls den traditionsreichen Namen trägt.
Im Wankdorf-Stadion fand der später als Wunder von Bern bezeichnete Final der Fussball-Weltmeisterschaft 1954 statt, durch den es weltbekannt wurde. Im Jahr 1961 fand der Final des Europacups der Landesmeister und 1989 der Final des Cup der Cupsieger in Bern statt.

## Geschichte
Ab 1924 spielte YB auf dem Berner Wankdorffeld. Am 18. Oktober 1925 wurde das erste Wankdorf-Stadion mit insgesamt 22'000 Plätzen, davon 5000 überdachte Stehplätze und 1200 überdachte Sitzplätze, eröffnet. Während der 1930er-Jahre wurde es in mehreren Schritten ausgebaut: 1933 kam ein zweites Trainingsfeld hinzu, 1936 die Ecktürme. 1939 wurde mit dem Bau der Stehrampe gegenüber der Tribüne das Stadion auf 42'000 Zuschauerplätze erweitert. Für die Fussball-Weltmeisterschaft 1954 wurde das alte Stadion abgerissen und von den Architekten Walter Haemmig und Virgilio Muzzulini vollständig neu gebaut. Insgesamt 64'000 Zuschauer fanden nun auf 56'000 Steh- und 8000 Sitzplätzen Platz.
2001 wurde das nun veraltete und baufällige zweite Wankdorf-Stadion abgerissen – die Zuschauerkapazität betrug aus Sicherheitsgründen gegen Schluss nur noch ca. 22'000 Plätze. Beim letzten Punktspiel im alten Stadion waren mit Fritz Walter und Gyula Grosics zwei der wichtigsten Spieler des wohl denkwürdigsten Spiels der Stadiongeschichte anwesend. Ein Rasenstück des Spielfelds fand seinen Weg in den Garten des Bundeskanzleramts in Berlin. Kurz nach dem Abriss begann man mit dem Bau eines neuen Stadions an gleicher Stelle. Das Stade de Suisse wurde Ende Juli 2005 fertiggestellt und eingeweiht.
Der Final um den Schweizer Cupsieger wurde bis 2000, bis auf wenige Ausnahmen, fast jedes Jahr in Bern ausgetragen. Seit 2006 findet der Cupfinal wieder in Bern statt, wird jedoch jährlich vergeben.

### Fussballweltmeisterschaft 1954

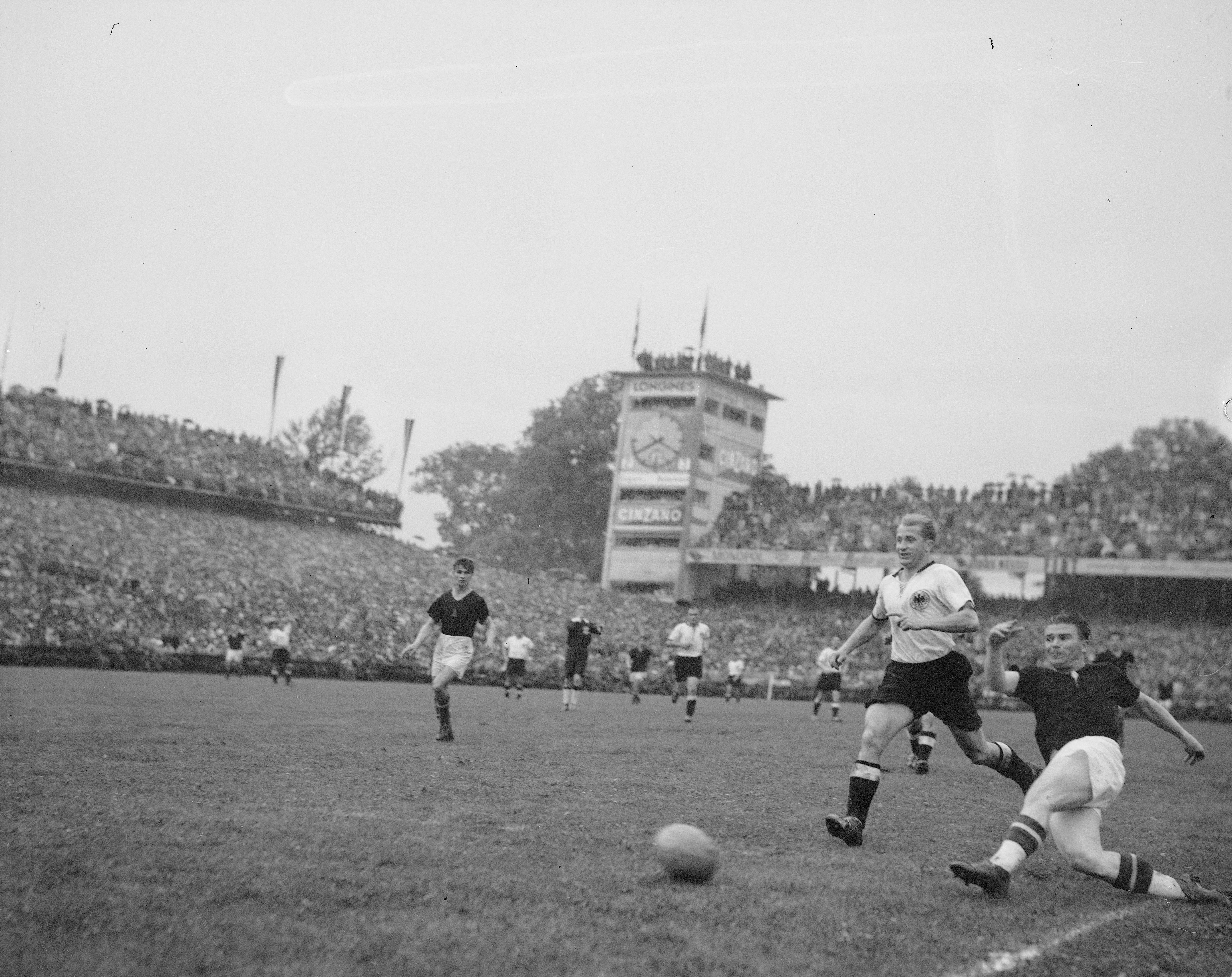
Spielszene aus dem WM-Finale 1954 (86. Minute): Puskás trifft zum vermeintlichen 3:3, steht aber im Abseits

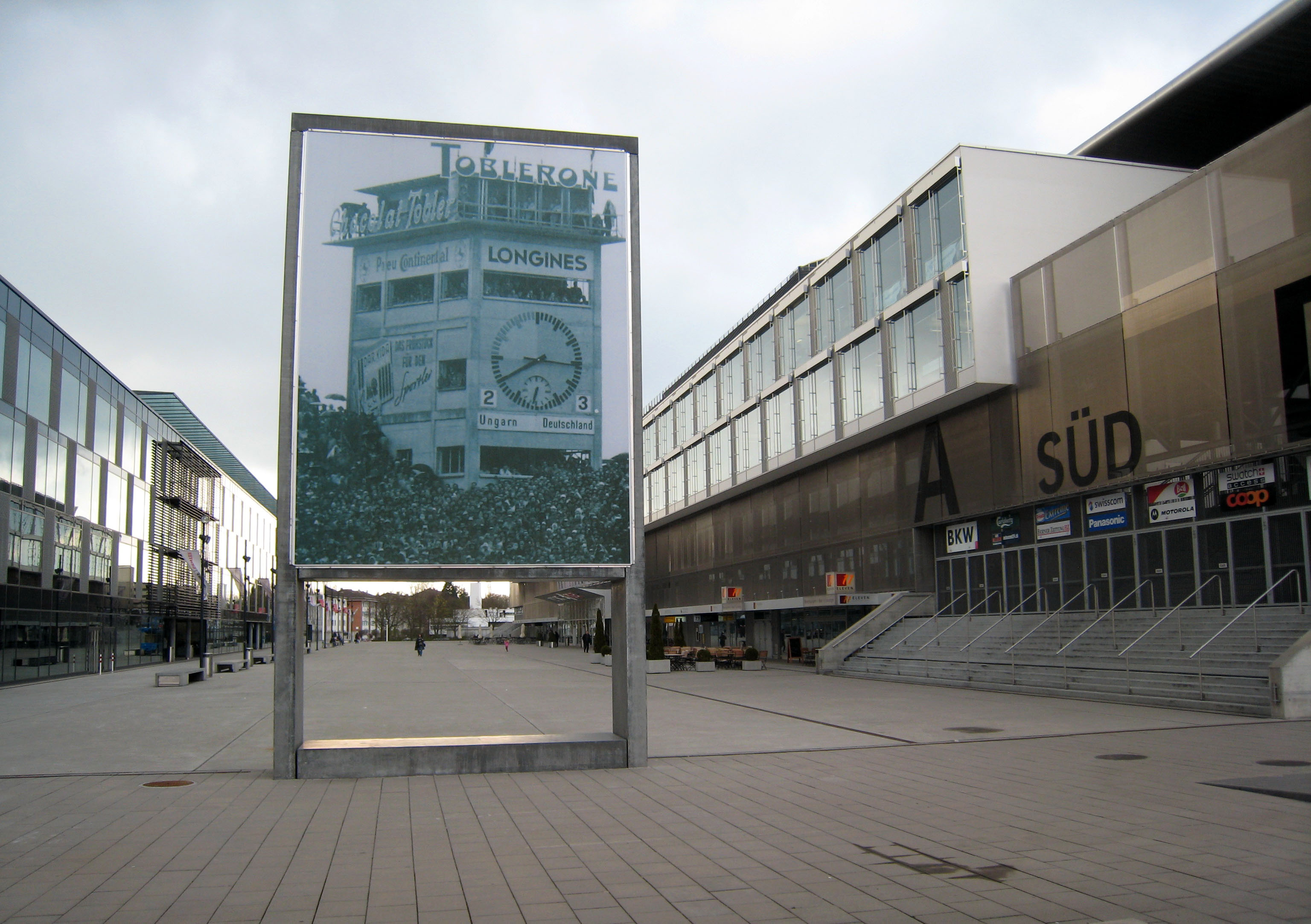
Das bekannte Bild des Uhrturms, um den sich die Menge drängt, schmückt heute die Rückseite der restaurierten Matchuhr vor dem Stade de Suisse

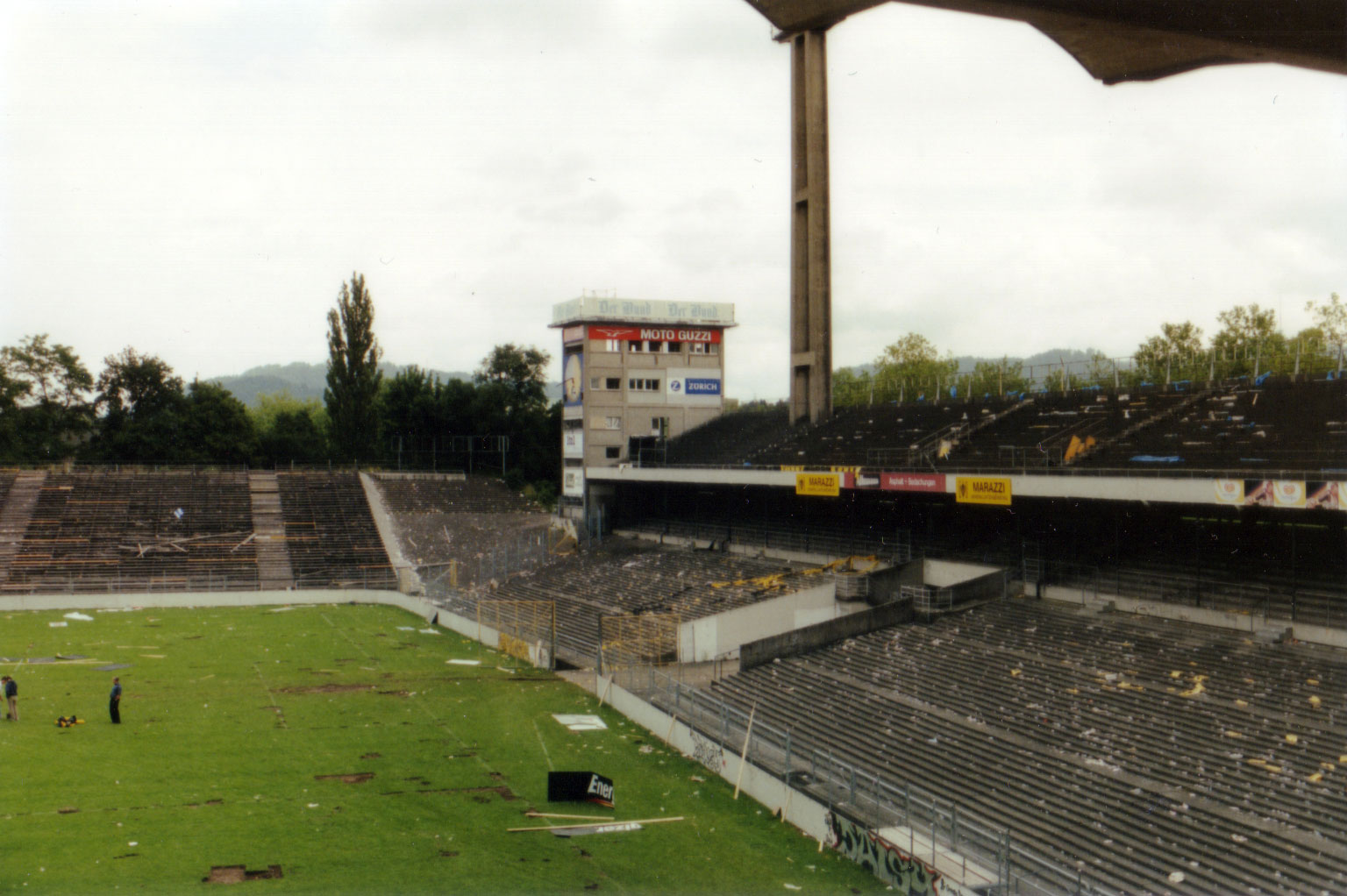
Stadion Wankdorf kurz vor dem Abriss im Jahr 2001

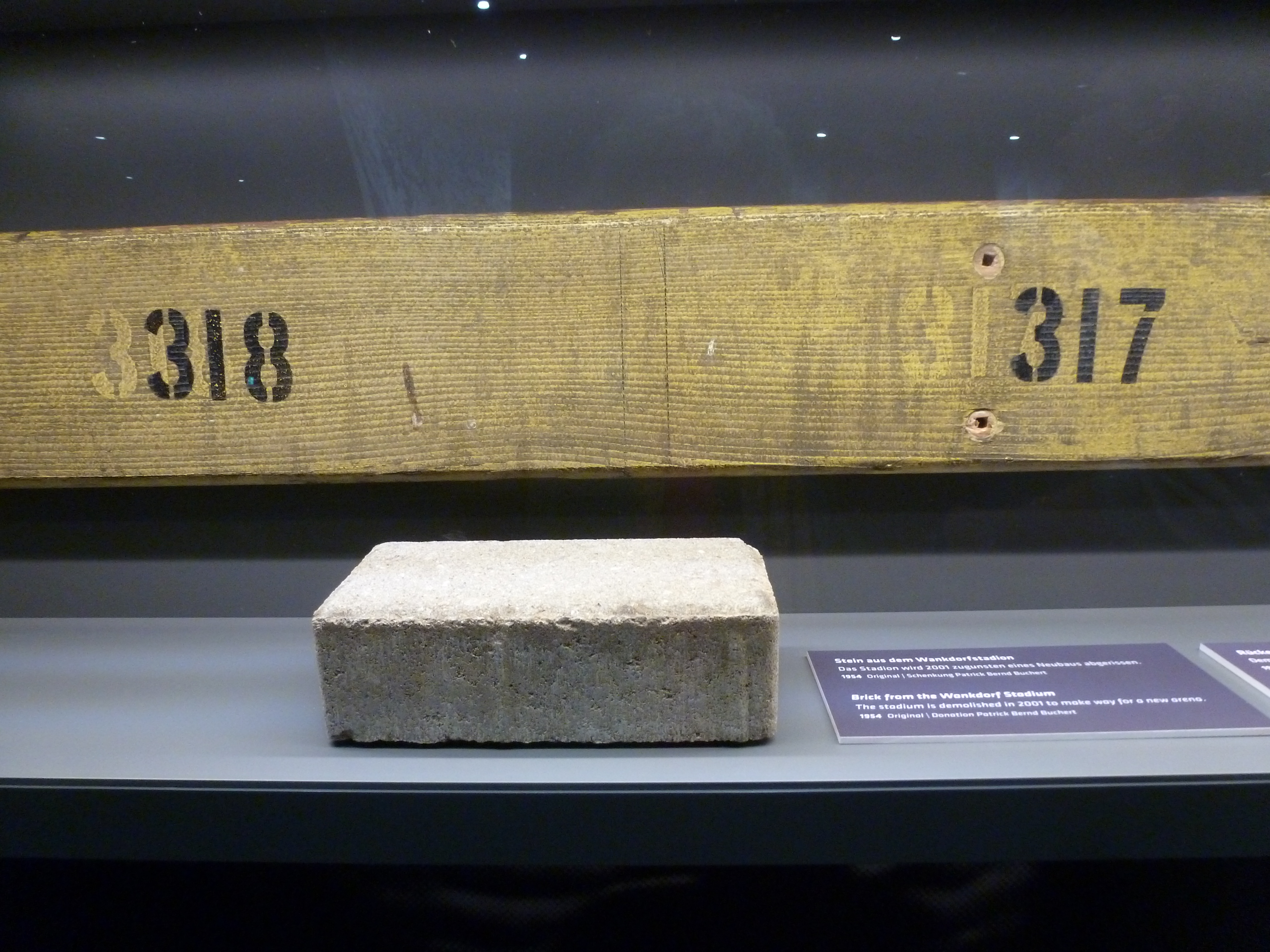
Tribünenteil und Stein aus dem abgerissenen Stadion, ausgestellt im Deutschen Fussballmuseum in Dortmund

1954 fand im Wankdorf das Endspiel der Fussball-Weltmeisterschaft zwischen Deutschland und Ungarn statt, das als Wunder von Bern in die Fussballgeschichte einging.
In dem Spiel, das am 4. Juli 1954 stattfand, standen sich die klar favorisierte Mannschaft Ungarns und der Aussenseiter Deutschland gegenüber. Bereits in der Gruppenphase waren diese Mannschaften aufeinandergetroffen. Ungarn hatte dabei überlegen mit 8:3 gesiegt. Für viele überraschend hatte es die deutsche Nationalmannschaft dennoch bis in den Final geschafft. Dass die Ungarn den WM-Titel nicht erreichen könnten, galt als nahezu ausgeschlossen. Anfangs nahm die Partie den erwarteten Verlauf, denn Ungarn führte bereits nach acht Minuten mit 2:0. Allerdings schafften die Deutschen bereits zehn Minuten später den Ausgleich zum 2:2, was für überschwängliche Euphorie unter den deutschen Fans sorgte. Das Spiel blieb sehr lange ausgeglichen, weitere Treffer fielen jedoch zunächst nicht. Doch in der 84. Minute geschah das, was keiner zu Beginn erwartet hatte: Helmut Rahn schoss Deutschland zu seinem ersten Weltmeistertitel. Legendär ist dabei der Kommentar von Radioreporter Herbert Zimmermann.
Das Spiel wird gelegentlich als «die eigentliche Geburtsstunde der Bundesrepublik Deutschland» bezeichnet. Neun Jahre nach dem Ende des Zweiten Weltkrieges schien der Weltmeistertitel die Deutschen aus den Entbehrungen und Depressionen der Nachkriegszeit zu reissen.
Seit diesem Spiel war das Wankdorf-Stadion weltbekannt.

### Endspiel um den Europacup der Landesmeister 1961
Am 31. Mai 1961 standen sich der FC Barcelona und Benfica Lissabon im Final um den Europacup der Landesmeister im Wankdorf-Stadion gegenüber. Bemerkenswert war, dass zwei ehemalige ungarische Nationalspieler, Sándor Kocsis und Zoltán Czibor, die nach dem Ungarn-Aufstand 1956 ihr Heimatland verlassen hatten, für den FC Barcelona teilnahmen. Beide hatten beim Final 1954 auf dem Platz gestanden, und wieder brachte den beiden die Spielstätte kein Glück: Trotz einer 1:0-Führung verlor Barcelona mit 2:3.

### Endspiel um den Cup der Cupsieger 1989
Am 10. Mai 1989 fand das Endspiel um den Cup der Cupsieger zwischen FC Barcelona und Sampdoria Genua statt, das von Barcelona mit 2:0 gewonnen wurde. Das Wankdorf-Stadion war mit 42'707 Zuschauern ausverkauft. Dies war das letzte Mal, dass so viele Menschen im Stadion waren. Danach wurden aus Sicherheitsgründen nach und nach einzelne Sektoren gesperrt.

## In der Kunst
Der deutsche Spielfilm Das Wunder von Bern aus dem Jahr 2003 von Sönke Wortmann spielt zum Teil im Wankdorf-Stadion. Diese Szenen wurden in Köln im Stadion Weidenpescher Park gedreht bzw. mussten computeranimiert werden, da das Stadion zwei Jahre zuvor bereits abgerissen worden war.